# 로비 크리거
로버트 앨런 크리거(영어: Robert Alan Krieger, 1946년 1월 8일 ~ )는 미국의 기타리스트이자 록 밴드 도어즈의 멤버이다. 크리거는 히트곡 "Light My Fire", "Love Me Two Times", "Touch Me", 그리고 "Love Her Madly"를 포함하여, 도어즈의 많은 노래들을 작곡하거나 공동 작곡했다. 리드 싱어 짐 모리슨의 죽음 이후 도어스가 해체되었을 때, 크리거는 도어스의 전 밴드 동료인 존 덴스모어와 레이 만자렉을 포함한 다른 음악가들과 계속 공연하고 녹음했다. 그는 도어즈의 멤버로서 로큰롤 명예의 전당에 헌액되었고 롤링 스톤에 의해 역대 가장 위대한 100명의 기타리스트 중 한 명으로 등재되었다.